# Мијина воденица Врмџа
Мијина воденица Врмџа, воденица поточара са долапом за покретање воденичног камена, налази се у недалеко од насеља Врмџа у општини Сокобања. Воденицу је обновио 2009. године Миодраг Николић познат као „Деда Мија“.
У воденици се меље: хељдино, јечмено, овсено, пшенично и кукурузно брашно.
Воденица је саграђена 1834. године. Домаћинство се данас поред воденичарства бави и туризмом као „Кафана воденица“ тако да се нуди и традиционална храну. У понуди су: домаћи сир, суво месо, гибаница, кисело млеко...
У дворишту се налазе разни етно мотиви који подсећају на некадашње воденице али и некадашња домаћинства у овом крају. 

## Галерија

### Воденица
- Долап за покретање камена
- Долап из другог угла
- Праг на улазу у воденицу
- Воденични камен са џаковима житарица и брашна

### Етно мотиви
- Поток и мостић
- Дрвена клупа и стари воденични камен
- Етно запрежне санке
- Етно моталица за вуну
- Бунар
- Воденични камен за ручно млевење брашна